# Ждрапањ
Ждрапањ је насељено мјесто у Далмацији. Припада граду Скрадину у Шибенско-книнској жупанији, Република Хрватска.

## Географија
Налази се око 10 км сјеверозападно од Скрадина.

## Историја
Ждрапањ се од распада Југославије до августа 1995. године налазио у Републици Српској Крајини. До територијалне реорганизације у Хрватској насеље се налазило у саставу бивше велике општине Шибеник.

## Култура
У Ждрапњу се налази римокатоличка црква Св. Бартул.

## Становништво
Према попису из 1991. године, Ждрапањ је имао 134 становника, од чега 122 Србина и 12 Хрвата. Према попису становништва из 2001. године, Ждрапањ је имао само 8 становника. Ждрапањ је према попису становништва из 2011. године имао 15 становника.
| Националност       | 1991. | 1981. | 1971. | 1961. |
| Срби               | 122   | 80    | 127   | 136   |
| Хрвати             | 12    | 29    | 16    | 25    |
| Југословени        |       | 36    | 2     |       |
| остали и непознато |       |       | 3     | 1     |
| Укупно             | 134   | 145   | 148   | 162   |

| Демографија | Демографија | Демографија |
| Година      | Становника  | Становника  |
| ----------- | ----------- | ----------- |
| 1961.       | 162         |             |
| 1971.       | 148         |             |
| 1981.       | 145         |             |
| 1991.       | 134         |             |
| 2001.       | 8           |             |
| 2011.       |             | 15          |

### Презимена
- Гњидић — Православци, славе Св. Димитрија
- Дамјанић — Православци, славе Св. Илију
- Мацура — Православци, славе Св. Димитрија
- Огњеновић — Православци, славе Св. Димитрија
- Перишић — Православци, славе Св. Николу
- Рашковић — Православци, славе Св. Николу
- Томасовић — Православци, славе Св. Николу
- Влахов — Римокатолици
- Шеркинић — Римокатолици

## Знамените личности
- Бошко Гњидић, српски крајишки пјевач, некадашњи пратећи вокал крајишког састава Јандрино јато.
- Миливој Перишић, српски крајишки пјевач, солиста крајишког састава Јандрино јато.